# 18 Дракона
18 Дракона (18 Draconis, g Дракона; g Draconis, сокращ. 18 Dra, g Dra) — возможная двойная звезда в северном созвездии Дракона. Звезда имеет видимую звёздную величину +4,84m и, согласно шкале Бортля, звезда видна невооружённым глазом на пригородном/городском небонебе (англ. Suburban/urban transition).
Из измерений параллакса, полученных во время миссии Gaia известно, что звёзды удалены примерно на 720 св. лет (222 пк) от Земли. Звезды наблюдается севернее 26° ю. ш., то есть севернее Северо-Капской провинции, Мозамбика, залива Шарк и шт. Парана таким образом, звезда видна практически на всей территории обитаемой Земли, за исключением приполярных областей Антарктиды, южных провинций ЮАР, Австралии, Бразилии, Аргентины и Чили. Звзеда видна в северной приполярной области неба круглый год.
Звезда 18 Дракона движется довольно медленно относительно Солнца: радиальная гелиоцентрическая скорость звезды практически равна 0 км/с, но звезда приближается к Солнцу. Звезда 18 Дракона приблизится к Солнцу на расстояние 732,33 св. лет через 933 000, когда 18 Дракона увеличит свою яркость на 0,07m до величины 4,77m (то есть будет светить тогда, как Лямбда Жертвенника светит сейчас). По небосводу обе звезды движутся на юго-запад, проходя по небесной сфере 0.01745 угловых секунд в год. 18 Дракона является вероятным членом потока сопутствующих звёзд Сириуса.
Средняя пространственная скорость для 18 Дракона имеет следующие компоненты (U, V, W) =(17.4, −2.9, 3.7), что означает U=17,4 км/с (движется к галактическому центру), V=−2,9 км/с (движется против направления галактического вращения) и W=3,7 км/с (движется в направлении северного галактического полюса).
g Дракона (латинизированный вариант лат.  g Draconis ) является обозначением Байера, данным им звезде в 1603 году. 18 Дракона (латинизированный вариант лат. 18 Draconis) является обозначением Флемстида.

## Свойства 18 Дракона
Видимый компонент — судя по её спектральному классу является проэволюционировавшей гигантом спектрального класса K0IIICN−0.5 CH−2 Ca1 с некоторыми особенностями в атмосфере: с некоторым недостатком цианогруппы и углеводородного радикала, а также присутствием кальция. Также 18 Дракона является бариевой звездой, которая, как полагают, образовалась в результате массопереноса обогащенного материала от звезды, лежавшей на асимптотической ветви гигантов к менее массивному спутнику, либо звезда сама находится на горизонтальной ветви (вероятность 99 %). Подобный донор не был обнаружен в системе 18 Дракона, но предполагается, что пока необнаруженный белый карлик всё же может существовать.
Также, этот спектр показывает, что водород в ядре звезды уже не является ядерным «топливом», то есть звезда сошла с главной последовательности. Судя по её массе, которая равна 3,81 {\displaystyle M_{\bigodot }} звезда родилась как карлик, однако подобная масса вряд ли является вся её «собственностью»: какая-то часть массы, возможно даже большая, досталась ей от возможной звезды-донора.
В настоящее время звезда излучает энергию со своей внешней атмосферы при эффективной температуре около 4471 К, что придаёт ей характерный оранжевый цвет.
В связи с большой светимостью звезды её радиус может быть измерен непосредственно, и такая попытка была сделана в 1922 году. Данные об этом и других измерениях приведены в таблице:
| Год  | m                     | Спектр                | D (mas)               | Rабс ({\displaystyle R_{\bigodot }}) | Комм.  |
| 1922 | 5.00                  | K0                    | 2.8                   | 7,2                                  | [ 13 ] |
| 2018 | измерение миссии Gaia | измерение миссии Gaia | измерение миссии Gaia | 49,83+1,31 −1,63                     | [ 1 ]  |

Однако с 2015 года, ещё до миссии Gaia, считается, что радиус звезды равен 46,83 {\displaystyle R_{\bigodot }}, то есть единственное измерение 1922 года было довольно адекватным, но неточным. Светимость звезды, сейчас считается равной 786,7 {\displaystyle L_{\bigodot }}. Измерения миссии Gaia дают похожее, но несколько большее значение: 846,865 ± 37,44 {\displaystyle L_{\bigodot }} Звезда идентифицирована как инфракрасный источник.
Скорость вращения 18 Дракона максимум в 10 раз больше солнечной и имеет значение меньше 19 км/с, что даёт период вращения звезды — меньше 136,38 дней или меньше 0,37 года. Это также указывает на то, что возможный необнаруженный спутник-донор, всё ещё вращается на орбите вокруг заезды: в противном случае, он бы передал звезде, не только массу, но и свой угловой момент.
Звёзды, имеющие планеты, имеют тенденцию иметь большую металличность по сравнению Солнцем, однако 18 Дракона имеет значение металличности −0,13, то есть почти 74 % от солнечного значения. У звезды известна поверхностная гравитация, чьё значение характерно для гигантов —1,69 ± 0,06 СГС или 0,49 м/с2, что составляет 0,18 % от солнечного значения (274,0 м/с2).
Звезда довольно молодая: текущий возраст системы 18 Дракона определён, как 280 млн. лет. Также известно, что время жизни на стадии красного гиганта не превышает 100 млн. лет и таким образом, 18 Дракона очень скоро сбросит внешние оболочки и станет белым карликом.

### Комментарии
1. ↑  Расстояние рассчитано по приведённому значению параллакса